# Вашингтонвілл (Пенсільванія)
Вашингтонвілл (англ. Washingtonville) — місто (англ. borough) в США, в окрузі Монтур штату Пенсільванія. Населення — 202 особи (2020).

## Географія
Вашингтонвілл розташований за координатами 41°3′8″ пн. ш. 76°40′30″ зх. д. / 41.05222° пн. ш. 76.67500° зх. д. (41.052294, -76.674914).  За даними Бюро перепису населення США в 2010 році місто мало площу 0,14 км², уся площа — суходіл.

## Демографія
Згідно з переписом 2010 року, у селищі мешкали 273 особи в 95 домогосподарствах у складі 59 родин. Густота населення становила 1937 осіб/км².  Було 139 помешкань (986/км²).
Расовий склад населення:
| - 98,5 % — білих - 0,4 % — азіатів |

До двох чи більше рас належало 1,1 %. Частка іспаномовних становила 0,0 % від усіх жителів.
За віковим діапазоном населення розподілялося таким чином: 22,0 % — особи молодші 18 років, 67,0 % — особи у віці 18—64 років, 11,0 % — особи у віці 65 років та старші. Медіана віку мешканця становила 33,5 року. На 100 осіб жіночої статі у селищі припадало 105,3 чоловіків;  на 100 жінок у віці від 18 років та старших — 102,9 чоловіків також старших 18 років.
Середній дохід на одне домашнє господарство  становив 39 249 доларів США (медіана — 28 661), а середній дохід на одну сім'ю — 48 865 доларів (медіана — 37 500). Медіана доходів становила 36 750 доларів для чоловіків та 36 875 доларів для жінок. За межею бідності перебувало 24,1 % осіб, у тому числі 28,1 % дітей у віці до 18 років та 5,0 % осіб у віці 65 років та старших.
Цивільне працевлаштоване населення становило 93 особи. Основні галузі зайнятості: мистецтво, розваги та відпочинок — 20,4 %, освіта, охорона здоров'я та соціальна допомога — 19,4 %, роздрібна торгівля — 10,8 %, транспорт — 9,7 %.